# Alfred Mühleisen
Alfred Mühleisen (* 19. August 1856 in Straßburg, Frankreich; † 9. April 1931 ebenda) war Journalist, Bierbrauer und Mitglied des deutschen Reichstags.

## Leben
Mühleisen besuchte das kaiserliche Lyceum in Straßburg, die höhere Handelsschule in Stuttgart und die Wormser Brauerschule. In der Folge machte er größere Reisen zur Ausbildung als Bierbrauer durch Süddeutschland, die Schweiz, Frankreich, Belgien, Holland und andere Länder. 1875 diente er als Einjährig-Freiwilliger, 1876 wurde er zum Seconde-Lieutenant der Reserve und 1884 zum Premier-Lieutenant der Landwehr ernannt. Im August 1884 wurde er wegen seiner Mitarbeit an dem "Echo" aus dem Offiziersstand entfernt. Mühleisen war Gründer und Mitarbeiter des in Schiltigheim erschienenen, gegen die Elsaß-Lothringische Verwaltung gerichteten, durch Diktatorial-Erlass vom 22. November 1884 aufgehobenen Blattes "Echo" und Mitglied des Gemeinderats.
Von 1884 bis 1890 war er Mitglied des Deutschen Reichstages für den Wahlkreis Reichsland Elsaß-Lothringen 9 (Straßburg-Land).